# DarkBASIC
DarkBasic est un langage de programmation orienté 3D servant à la programmation de jeux vidéo, édité par l'entreprise anglaise The Game Creators (en). Dérivé du BASIC, il permet de réaliser tout type de jeux de façon assez simple. Mais attention, ce n'est pas un logiciel "pointer et cliquer". Ainsi, pour pouvoir exprimer sa créativité, l'utilisateur aura besoin d'apprendre un langage de programmation. Ce langage a été conçu pour être facilement appris, et une rubrique d'aide complète est proposée avec tous les éditeurs de Dark Basic.
Le logiciel se compose d'un IDE (environnement de développement), de quelques exemples de jeux, ainsi que d'un manuel contenant la description et la syntaxe de chaque commande. La communauté du Dark Basic étant motivée, des éditeurs de texte à soulignement syntaxique "libres" ont vu le jour, nécessitant quand même l'installation du compilateur.
Pour réaliser les environnements (objets 3D, sols, ...) ainsi que les textures et les sons, deux solutions s'offrent à un utilisateur de Dark Basic. Il peut soit développer ses propres outils de création ou utiliser des logiciels pouvant exporter les données dans des formats compatibles avec Dark Basic.
Une nouvelle version de Dark basic, DarkBasic Professional, reprend les bases du DarkBasic original, mais tout a été repensé. C'est un moteur de jeu très puissant et facile à programmer tout en étant très flexible grâce notamment à l'ajout de DLL et de plug-ins. Les programmes ne sont plus transformés en bytecode, mais compilés en langage machine. Cette nouvelle version est mise à jour régulièrement, et une version utilisant DirectX 10 verra peut-être jour. Néanmoins, ce langage reste critiqué par sa lenteur d'exécution comparé à C++ ou à d'autres langages non spécialisés. La vitesse de traitement des données est extrêmement lente.

## Distribution
DarkBasic et DarkBasic Professional ont été distribués en France par Focus Home Interactive, sous le nom de 3D Games Creator et 3D Games Creator Pro. Il était dès lors possible de se procurer l'IDE, en version boîte, dans n'importe quel centre commercial au rayon jeux vidéo. Cependant le nombre de produits mis à disposition était relativement faible, ce qui fait qu'il est maintenant impossible de se procurer une version boîte par les circuits de distribution classique. Il est cependant possible de se procurer des exemplaires sur le marché de l'occasion, ou bien directement sur le site de l'équipe The Game Creators (en).
Il n'existe pas à ce jour de compilateur alternatif pour le langage DarkBasic, malgré certaines lacunes des compilateurs officiels (portabilité inexistante, consommation de ressources...). Un projet de compilateur alternatif a été lancé en 2005 par un utilisateur du DarkBasic, mais semble pour le moment en pause.

## Exemples de jeux réalisés avec ce langage
- BallRacer : Course de billes en 3D.
- La Destinée du Feu : Action-RPG en 2D
- The Secret Of Manes : Jeu de tir à la première personne (FPS) en 3D
- Les jeux de la team Alienware

## Communauté
Darkbasic étant un langage essentiellement «commercial», la plus grande partie de la communauté se retrouve sur les sites des éditeurs. Concernant la communauté française, celle-ci se regroupait sur le forum du site officiel de Focus Home Interactive. Cependant, ce forum, bien que mine d'information, ne semble aujourd'hui plus disponible.